# Mål! Fodbold i Parken 1978
|  | Denne artikel er oprettet af botten Steenthbot ud fra en ekstern database. Den kan derfor have sproglige fejl eller mangler. Denne skabelon kan fjernes efter kontrol af indholdet. |

Mål! Fodbold i Parken 1978 er en dansk dokumentarfilm fra 1978.

## Handling
Resume af landsholdets kampe imod Irland, Sverige, Bulgarien og England i Idrætsparken 1978.